# Tochmarc Étaíne

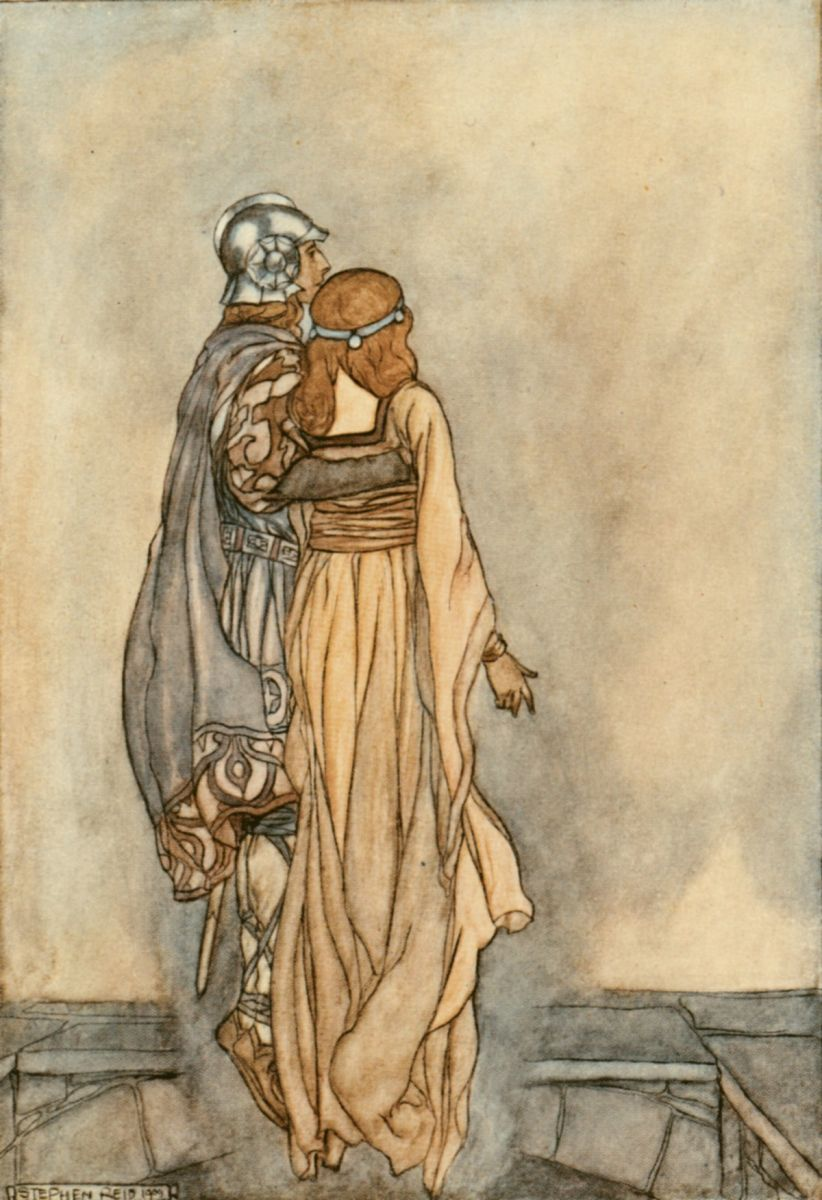
Etain en Midir, illustratie van Stephen Reid in T.W. Rollestons The High Deeds of Finn (1910)

Tochmarc Étaíne (Etain het hof maken) is een vroege tekst van de mythologische cyclus binnen de Ierse mythologie, waarin ook personages voorkomen uit de Ulstercyclus en Cyclus van de Koningen. Het verhaal vertelt over de levens en de liefde van Etain, een prachtige vrouw van de Ulaid (volk van Ulster) en haar relatie met Aengus (Óengus) en Mider van de Tuatha Dé Danann.

## Bron
Het verhaal is gedeeltelijk bewaard in het manuscript Lebor na hUidre (ca. 1106) en in z'n geheel in het Gele boek van Lecan (ca. 1401), geschreven in een taal, die waarschijnlijk uit de 8e of 9e eeuw dateert.

## Verhaal

### Dochter van Ailill
Echu Ollathir (De Dagda) van de Tútha Dé Danand was de beroemde koning van Ériu (Ierland). De vrouw van Elcmar van Bruig na Bóinde was Eithne (Bóand) en De Dagda wilde met haar slapen en stuurde haar man voor negen maanden weg op een missie, terwijl het voor Elcmar slechts een dag leek. Óengus (Macc Óc) was de zoon van De Dagda en Eithne en hij werd negen jaar lang opgenomen in het huis van Mider in Brí Leith in Tethbae. Als tijdens een ruzie Trítah zoon van Febal van de Fir Bolg tegen Oengus zegt dat Oengus geen ouders heeft, vertelt Mider hem dat Echu Ollathir en Ethne zijn vader en moeder zijn. Ze gaan samen naar Uisnech Mide in het centrum van Eriu, waar koning Echu hof houdt en vragen om een land om over te heersen. Echu belooft Oengus het land van Elcmar en vertelt hem hoe hij het krijgen kan. Oengus vraagt Elcmar diens land een dag en een nacht te mogen regeren, wat hem wordt toegestaan. Zo neemt Oengus het land met een list in bezit, want de wereld gaat voorbij in dagen en nachten. Elcmar krijgt een nabijgelegen gebied, Cletech en drie landen er om heen.  
Na een jaar vindt Mider Macc Oc op de grafheuvel Samuin van de Bruig, terwijl die naar het spel van twee groepen kinderen kijkt. Als Mider een ruzie tussen hen wil sussen, verliest hij daarbij een oog. Macc Oc vraagt Dían Cécht om zijn adoptievader te genezen en Macc Oc wil Mider in ruil voor een beloning een jaar lang bij zich houden. Mider vraagt om een wagen, kleding en de mooiste vrouw van Eriu: Étaín Echrade, de dochter van Ailill, de koning van Ulaid (Ulster) in het noordoosten van Ierland. Macc Oc gaat naar Ailills huis in Mag ninis om Etain te kopen. Ailill geeft hem twee onmogelijke taken op, die Macc Oc  met de hulp van De Dagda toch volbrengt en krijgt ten slotte het gewicht van Etain in goud en zilver. Macc Oc neemt Etain mee naar huis, geeft haar aan Mider, die met haar een jaar later naar zijn eigen huis in Brí Leith terugkeert. Daar wacht echter Miders vrouw Fúamnach hen op. Fuamnach was opgevoed door de druïde Bresal en toverde Etain om in een waterpoel. Door de combinatie van water, vuur, lucht en aarde veranderde Etain van water in een worm en daarna in een scharlakenrode vlieg, zo groot als het hoofd van een man. De vlieg maakt prachtig geluid, kan honger en dorst stillen en ziekten genezen. De vlieg vergezelt Mider waar hij gaat. Fuamnach roept een stormwind op, die de vlieg uit Bri Leith drijft en na zeven jaar op de mantel van Macc Oc doet landen. Macc Oc geeft de vlieg haar krachten terug door haar goed te verzorgen in een kristallen prieeltje. maar Fuamnach weet Etain te vinden en stuurt weer een stormwind op haar af, waardoor ze weer zeven jaar geen rust vindt. Toen hij Fuamnach vond hakte Macc Oc haar het hoofd af. Uiteindelijk landt Etain op het dak van een huis in Ulaid in Indber Cíchmane en valt in het gouden drinkvat van Étars vrouw. Etars vrouw slikt de vlieg in en Etain wordt als haar dochter herboren. Er zitten duizend en twaalf jaren tussen haar geboorte als dochter van Ailill en van Etar.

### Dochter van Etar
Als Etain met vijftig meisjes bij de riviermonding baadt, komt Mider te paard langs, zingt een gedicht en vertrekt weer. Echu Airem zoon van Find wordt koning van de vijf provincies van Eriu. De mannen van Eriu eisen dat de koning trouwt eer ze het feis (feest) van Temuir organiseren en de koning hen daarbij belasting kan opleggen. De koning laat naar de mooiste vrouw van Eriu zoeken en dat is Etain dochter van Etar. Ze trouwen, maar Echu's broer Ailill Angubae wordt zo verliefd op zijn schoonzus, dat hij er ziek van wordt. Etain verzorgt haar stervende zwager, als Echu het land inspecteert en als hij haar van zijn liefde vertelt weet ze hem in zevenentwintig dagen volledig te genezen. Ailill heeft nog een wens en ze spreken 's nachts op de heuvel af. Maar op het afspraakje komt een man in de gedaante van Ailill, terwijl Ailill slaapt. Ailill verontschuldigt zich en ze maken een afspraak voor de volgende nacht, maar weer verslaapt Aillil zich en ontmoet Etain de man die op Ailill lijkt. De volgende nacht is het hetzelfde liedje. Etain vertelt de man, dat ze voor de ware Ailill komt, de man die het waard is koning van Eriu te worden. Maar de ander vertelt haar dat hij, Mider van Bri Leith, haar echtgenoot was, toen ze Etain Echrade dochter van Ailill heette. Mider had Ailill ziek van verliefdheid gemaakt. Mider wil graag dat ze naar zijn land terugkeert. Alleen als Echu, haar echtgenoot, het haar toestaat, wil Etain met hem meegaan.   
Op een zomerdag komen Echu en Mider elkaar tegen en spelen het bordspel fidchell om een prijs, waarbij Mider verliest. De volgende dag betaalt Mider zijn schuld en ze spelen opnieuw en Mider betaalt en voert daarbij schijnbaar onmogelijke taken voor Echu uit. De derde keer spelen ze om wat de ander maar wenst en Mider wint en wenst Etain te omarmen en te kussen. Echu zegt hem over een maand terug te keren. Dan heeft Echu zich verschanst, maar de prachtige Mider loopt Echu's huis binnen, omarmt Etain en samen rijzen ze door het daklicht op naar buiten en vliegen als zwanen naar Síd ar Femuin (Sid Ban Find). Echu's mannen graven daarop elke heuvel in het land af. Als Mider's sid wordt afgegraven komen twee witte raven en twee honden naar buiten. Echu's mannen gaan elders graven en Mider komt dan uit Síd Breg Léith. Hij belooft Echu dat Etain de volgende dag naar hem zal terugkeren. Dan verschijnen er vijftig Etaines, waaruit Echu de zijne moet kiezen. Op een dag komt Mider naar Echu en verklaart hem, dat de vrouw aan zijn zij zijn dochter is en dat Etaine zwanger was toen hij er met haar door de lucht vandoor ging. Echu's dochter krijgt van Echu een dochter en zij zou door Echu's dienaren in een put met wilde beesten worden geworpen, maar ze laten haar achter tussen de honden van de herder Findlám in Slíab Fúait. De herder en zijn vrouw voeden het meisje op tot ze wordt ontdekt door de mannen van koning Eterscélae, die haar tot vrouw neemt. Conare Mar is hun zoon, die als koning de hoofdpersoon is in Togail Bruidne Dá Derga (de verwoesting van Da Derga's pension).